# 雷米吉尤斯·希馬修斯
雷米吉尤斯·希馬修斯（1974年1月12日—）是一位立陶宛法學家和政治家。他在2012年至2016年期間出任國會議員，在2008年至2012年出任立陶宛司法部長。自2015年開始，希馬修斯擔任維爾紐斯市長。他是立陶宛共和國自由運動的現任黨魁。希馬修斯在1997年畢業於維爾紐斯大學法學院。